# Сушец
Сушец (нем. Sissetz) — деревня в Польше, расположенная в Силезском воеводстве, в Пщинском повете, в гмине Сушец.
Поселение является центром гмины Сушец. До начала 2017 года на территории гмины находилась угольная шахта «Крупиньский». Шахта была закрыта, а сотрудники переведены или уволены.
Через Сушец проходит железнодорожная линия № 148 (Пщина - Рыбник), на которой расположена станция Сушец и остановки Сушец Копальня и Сушец Рудзичка.
На территории поселения находится Приход Святого Станислава Епископа и Мученика в Сушеце.
В 2004 году Сушец выиграл первую серию конкурса «Самая красивая деревня Силезского воеводства» в категории «самая красивая деревня».

## Название
Название происходит от польского термина, означающего отсутствие воды — «сухость» и, вероятно, связано с расположением поселения в сухом месте среди болот и мокрадей. Немецкий лингвист Генрих Адамы в своем труде о названиях местностей на Силезии, изданном в 1888 году во Вроцлаве, упоминает древнейшее название поселения в польской форме «Суза», переводя его значение как «Trockenfeld», то есть по-польски «сухое поле». Название позже было фонетически германизировано немцами, сначала на «Суссец», а в настоящее время на «Сиссец».

## Интегральные части деревни
| SIMC    | Название     | Тип           |
| ------- | ------------ | ------------- |
| 0222189 | Браница      | поселок       |
| 0222114 | Грабувка     | часть деревни |
| 0222120 | Овчарня      | часть деревни |
| 0222137 | Подлесье     | часть деревни |
| 0222143 | Сянгарня     | часть деревни |
| 0222150 | Сиковец      | часть деревни |
| 0222166 | Старый Сушец | часть деревни |
| 0222172 | Жабинец      | часть деревни |

## История
Дата основания Сушеца неизвестна. Поселение впервые упоминается в списке десятин прихода деканата Освенцим Краковской архиепархии в 1326 году под названием Susechz.
В документе о продаже пщинских владений, составленном Казимиром II Цешинским на чешском языке в Фрыштате 21 февраля 1517 года, деревня упоминается как Sussecz.
В январе 1945 года через поселение прошли так называемые Марши смерти из лагерей Аушвиц-Биркенау в Освенциме на железнодорожную станцию в Водзиславе-Слёнском.
С поселением связан Святослав Молчаливый, называемый «Блаженным». Гербом Сушеца с конца XVIII века является раскидистое дерево. С 1994 года это также герб всей гмины.
В 1975—1998 годах поселение административно входило в состав Катовицкого воеводства.
Здесь родился Францишек Блажыца — старший сержант Польской государственной полиции, одна из жертв Катынского расстрела.

## Туризм и отдых в гмине Сушец
Территория гмины практически со всех сторон окружена лесами — остатками так называемой Пщинской пущи, защищающими гмину от загрязнений соседних городских агломераций. Часть лесов на территории Сушеца и Рудзички входит в состав парка (и охранной зоны парка) ландшафтного «Цистерцианские композиции ландшафта Руд Вельких». Кроме того, в северной части гмины находится природный заповедник «Долина Бабчина». На территории гмины произрастает около 120 видов растений, включенных в «Красную книгу» редких и исчезающих видов в Польше.
На юго-западе от поселения находится принадлежащий гмине рекреационно-отдыховый центр «Гваруш». Он был создан на основе одного из старейших прудов Сушеца площадью 9,3 га. В 1983 году на территории пруда начались работы по строительству рекреационного центра Каменноугольной шахты «Крупиньский» в Сушеце; для этого существующий водоём был разделен на два меньших (восточный — рекреационный и западный — рыбоводческий). Работы завершились в 1986 году, а пруд «Годзек» был переименован в «Гваруш» (первое название «Годзек» произошло от фамилии первого владельца XV века — Годзка). С 1999 года всем центром управляли Гминный культурный центр и Управление гмины в Сушеце. С 2017 года «Гваруш» вместе с прилегающей территорией арендовала частная компания.

## Культура
В Сушеце по улице Огородовой, 22, находится Гминный культурный центр (GOK). Он организует, в частности, конкурсы для всего Пщинского повята, концерты, занятия и игры.

## Партнёрские поселения
- Закаменне (Словакия)
- Новот (Словакия)[12]